# Csoszon történelme
Csoszon (Joseon) történelme a Korjo (Goryeo)-dinasztia hanyatlásával kezdődött a 14. század végén. Csoszon (Joseon) 505 évig állt fenn, amivel az I-dinasztia Korea leghosszabb uralkodói dinasztiája lett. Alapítója I Szonggje (Yi Seong-gye) tábornok, aki puccsal ragadta magához a hatalmat. A későbbi években fokozatosan épült ki Csoszon (Joseon)ban a neokonfuciánus ideológián alapuló, kínai mintát másoló államszervezet, valamint a szigorú társadalmi berendezkedés.

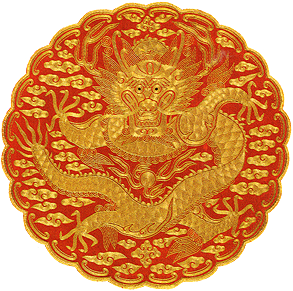
Csoszon (Joseon) állami szimbóluma

A 16. században japán támadás érte az országot, mely szinte teljesen lerombolta a felépített királyságot. Ezt követően mandzsu fenyegetéssel is szembe kellett nézniük a koreaiaknak. Határait folyamatos veszély fenyegette az első évszázadokban, később pedig Kína hűbéri alárendeltként tekintett rá.
A 18. század közepére sikerült újjáépíteni az országot, fejlődni kezdett a gazdaság, a földművelés, megindult a pénzalapú kereskedelem. Megjelent a tudást, a tanulást propagáló Silhak-mozgalom. Az 1880-as évekig Csoszon (Joseon) elzárkózott a külvilágtól, ami miatt „remetekirályságnak” is szokás nevezni. A század végére megerősödött a japán befolyás, 1910-ben pedig az országot hivatalosan is a Japán Birodalomhoz csatolták, amivel véget ért a Csoszon (Joseon)-dinasztia félezer éves uralma.

## Csoszon(Joseon)létrejötte és berendezkedése

### Alapítása

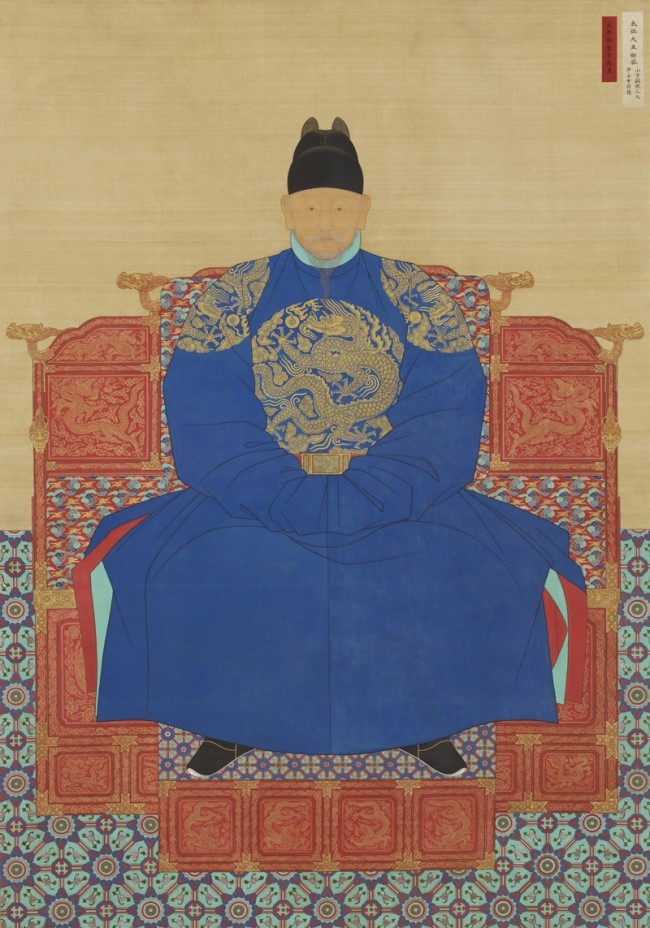
I Szonggje (Yi Seong-gye), uralkodói nevén Thedzso (Taejo)

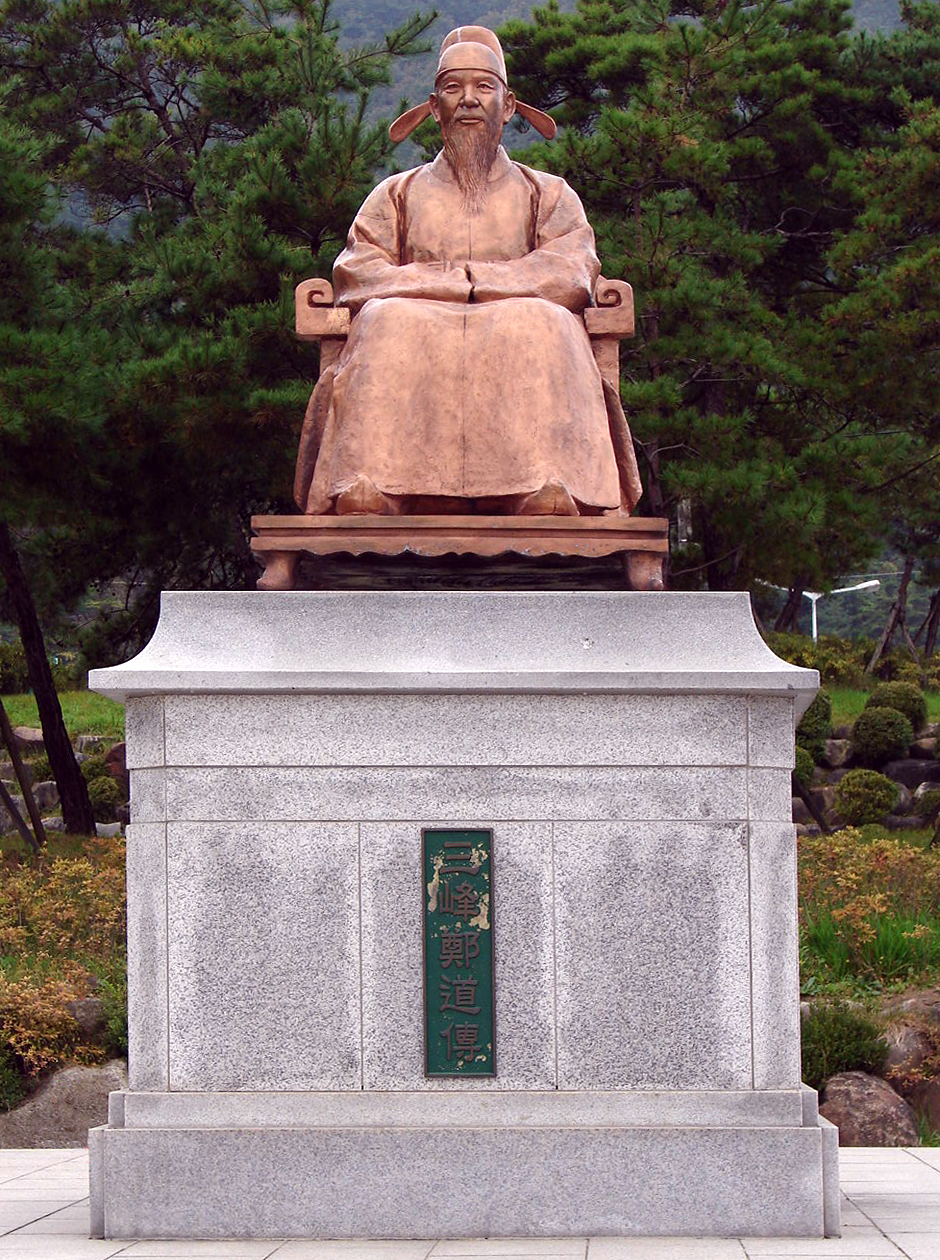
Csong Dodzson (Jeong Do-jeon) szobra

A 14. század közepén számos tehetséges katonai vezető volt Korjóban (Goryeóban), például Cshö Jong (Choi Young), Cshö Muszon (Choi Mu-seon) (최무선) vagy I Szonggje (Yi Seong-gye) (이성계), ennek ellenére a dinasztia sorsa megpecsételődött. 1308 és 1392 között tizenegy király váltotta egymást a trónon, ami nem segítette az ország politikai életének stabilitását. Számos külső tényező is problémát jelentett. 1359 és 1361 között észak-kínai banditák fosztogatták. 1368-ban a Jüan-dinasztiát (Yuan-dinasztiát) letaszították a trónról, a koreai király pedig az új Ming-dinasztiát pártolta. A koreai seregeknek sikerült némi területet visszahódítani a mongoloktól és a dzsürcsiktől, Kogurjo (Goguryeo) korábbi mandzsúriai területeit azonban nem. Kongmin (Gongmin) király (1351–1374) a felesége halálát követően teljesen elhanyagolta királyi teendőit, és mindent egy buddhista szerzetesre, Sin Donra hagyott, akit végül maga a király végeztetett ki. Kongmin (Gongmin)t egyik eunuchja gyilkolta meg, majd U király került a trónra. U uralkodása alatt az udvarban állandó volt a Ming- és a Jüan (Yuan)-párti tábor harca. 1388-ban a Ming uralkodó követelte, hogy az egykori mongol területeket szolgáltassák vissza, ekkor U, Ming-ellenes tanácsnokai hatására, elrendelte a kínaiak megtámadását. I Szonggje (Yi Seong-gye) ellenkezett, figyelmeztette a fiatal királyt, hogy nem jó ötlet egy erősebb birodalmat provokálni, illetve elvonni a seregeket délről, ahol a japán kalózok fenyegették az országot. U nem hallgatott a tábornokra, I (Yi) pedig visszafordította a seregeket és a fővárosban katonai puccsot hajtott végre. Kongjangot (Gongyangot) (1389–1392) koronázta meg, a hatalmat azonban maga gyakorolta. Földreformot hajtott végre a nagy birtokok tulajdonosainak hatalmát megnyirbálandó, és minden ellenállótól megszabadult. 1392-ben maga ült a trónra, megalapítva saját uralkodói dinasztiáját, és Csoszon (Joseon) névre keresztelte királyságát.
Thedzso (Taejo) a kínai konfuciánus tien-ming (天命, tianming), koreaiul Cshonmjong (hangul: 천명, RR: Cheonmyeong), azaz az „égi megbízatás” eszméjét használta fel a trón elfoglalásának legitimizálásához. E szerint a konfuciánus uralkodó eszmei példakép a nép előtt, és ha nem ilyen uralkodó ül a trónon, az az Ég és a Föld harmóniáját veszélyezteti. Thedzso (Taejo) és támogatói szerint a korjói (goryeói) hatalmat korrupt tisztviselők ragadták magukhoz, akik gyenge bábkirályok mögül gyakorolták a hatalmat. Azzal is érveltek, hogy Kongmin (Gongmin) halálával a Vang (Wang)-dinasztia valójában kihalt, így új dinasztiát kellett alapítani.
Thedzso (Taejo) reformokat vezetett be a trón elfoglalása után, elsőként a földosztással foglalkozott. Megsemmisítették a régi földregisztereket, újonnan felmérték a köz- és magánföldeket, azzal a céllal, hogy minél kevesebb olyan birtok legyen, ami nem fizet adót. A buddhista templomoktól elvették a földterületeket és szétosztották a király követői között, beemelve azokat az adórendszerbe. Ez jelentősen meg is gyengítette a buddhizmus intézményét Koreában, és elősegítette a konfucianizmus terjedését. Bár egyes Csoszon (Joseon) királyok maguk is támogatói voltak buddhista templomoknak a dinasztia kezdetén, a buddhizmus szerepe az államban fokozatosan csökkenni kezdett, majd teljesen megszűnt.
A kor legbefolyásosabb tudós-politikusa Csong Dodzson (Jeong Do-jeon) volt, aki megalkotta az újonnan alapított dinasztia adminisztrációját, működésének jogi kereteit. Az ő Csoszon kjonggukcson (hangul: 조선경국전, handzsa:  朝鮮經國典, RR: Joseon gyeonggukjeon, ’Csoszon államigazgatása’) című műve szolgált az új állam igazgatásának, állami szerveinek alapjául.
Michael J. Seth történelemprofesszor szerint a dinasztiaváltás Koreában nem igazán nevezhető forradalomnak, de egyszerű váltásnak sem. Thedzso (Taejo) nem akart drasztikus változásokat, véres leszámolásokat. A legtöbb korjói (goryeói) hivatalnok és nemes megtarthatta a pozícióját, leváltás helyett inkább újabb kinevezések történtek, vagyis új emberek kaptak nemesi címet és ezzel járó hivatalt. A változások fokozatosan történtek, nem radikális vágással. A neokonfucianizmus már Korjóban (Goryeóban) sem volt ismeretlen, de Csoszon (Joseon)ban egyre inkább teret nyert. A legnagyobb változást az jelentette, hogy az állam és a társadalom struktúráját a neokonfuciánus eszmék alapján kezdték felépíteni, azonban a ma „hagyományosnak” tekintett konfuciánus mintaállam csak a 18. századra épült ki teljesen.

### Korai problémák és a haderő centralizálása

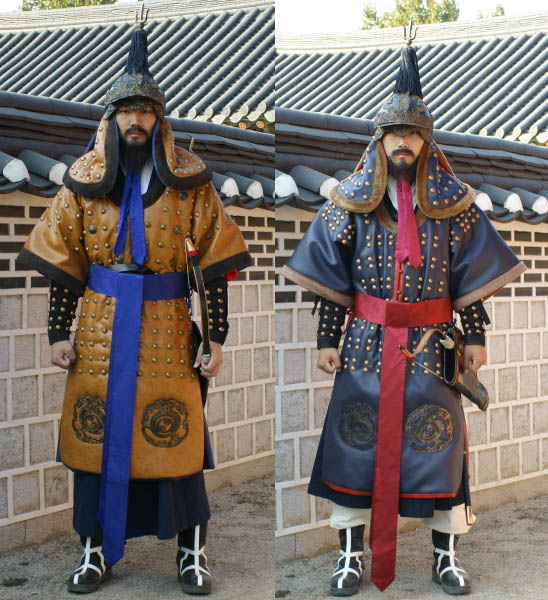
Csoszon (Joseon)-kori íjászok

Az új dinasztia alapítása nem volt problémamentes. 1398-ban, amikor Thedzso (Taejo) kijelölte utódjául nyolcadik fiát (második feleségétől született második fiát), tanácsadója, Csong Dodzson (Jeong Do-jeon) megpróbált megszabadulni az első királynőtől született első hat fiúgyermektől, ám tervét felfedték és segítőivel együtt kivégezték. Ráadásul a második királynétól született mindkét fiúgyermeket is megölték. 1400-ban a király negyedik fia lázadást szított, amit Csongdzsong (Jeongjong) (1398–1400) sikeresen levert. A hatodik uralkodó, még kiskorú Tandzsong (Danjong)ot (1452–1455) 1455-ben saját nagybátyja kényszerítette lemondásra, majd Szedzso (Sejo) néven maga ült a trónra. Mindezek közepette 1453-ban északkeleten felkelés tört ki, melyet I Dzsingok (이징옥, Yi Jing-ok) katonatiszt robbantott ki. Célja új királyság létrehozása volt dzsürcsi segítséggel, akik 1460-ban és 1467-ben maguk is megpróbálkoztak Csoszon (Joseon) meghódításával, de visszaverték őket. 1467-ben északkeleten újabb felkelés robbant ki, Szedzso (Sejo) ellen, de ezt is leverték. 1510-ben japán kereskedők több száz japán katona segítségével lázadtak fel Kjongszang (Gyeongsang) kikötőjében. Északon a barbárok, délen pedig a kalózok időről-időre kisebb-nagyobb problémákat okoztak Csoszon (Joseon) számára a későbbi időkben is.
Az ilyen katonai problémák megoldására Thedzso (Taejo) létrehozta a Három Hadsereg Főhadiszállását (의흥삼군부, 義興三軍府; Ihung Szamgunbu (Uiheung Samgunbu)), mely a főváros védelmét hivatott ellátni, valamint négy regionális hadsereget Andongban, Anbjon (Anbyeon)ban, Kangnung (Gangneung)ban és Njongbjon (Nyeongbyeon)ban. A kezdetekkor a királyi család tagjainak magánserege is volt, ezt Thedzsong (Taejong) (1400–1418) megszüntette, és csak a központi állami hadsereg maradt meg, melyet 1464-ben Szedzso (Sejo) átszervezett. A központi hadsereget öt seregre osztotta (오위도총부, 五衛都摠府; Oü Tocshongbu (Owi Dochongbu)), mely az ország öt tájegységéről kapta a nevét (központi, keleti, nyugati, északi, déli). Ezeken felül minden tartománynak volt saját hadserege. A hivatásos katonák mellett a 15 és 60 év közötti egészséges férfiak számára kötelező volt a katonai szolgálat rotációs rendszerben. A stratégiailag fontos kikötőkkel rendelkező tartományokban két haditengerészeti egység is állomásozott a védelem megerősítésére. A hadsereg szerepe azonban később mind inkább csökkenni kezdett, köszönhetően a beköszöntő viszonylagos békének és a konfucianizmus terjedésének; a konfuciánus hivatalnokok ugyanis rossz szemmel tekintettek a katonákra. A nemesek elkerülték a részvételt, a besorozott parasztokkal pedig rosszul bántak, ami miatt alacsonnyá vált a morál a katonák között.

### Hivatali tisztogatások
A királyok kísérlete hatalmuk megszilárdítására gyakran ütközött ellenállásba a hivatalnokok részéről. Thedzsong (Taejong) (1400–1418) megkísérelte puszta tanácsadó szervvé degradálni az Idzsongbu (Uijeongbu)t, Szedzsong (Sejong), a hangul ábécé bevezetője pedig centralizálni kívánta a hatalmát és támogatta a buddhizmust, ami sok konfuciánus hivatalnoknak nem tetszett. Szedzso (Sejo) 1455-ös trónra lépésekor számos rivális tisztviselőt kivégeztetett, köztük hat kiemelkedő minisztert, akik Szajuksin (Sayuksin) (사육신, 死六臣), „a hat mártír miniszter” néven vonultak be a koreai történelembe.

A király és a bohóc című filmben Jonszangun (Yeonsangun) királyt (Csong Dzsinjong (Jung Jin-young)) elmeháborodottként ábrázolták

1498 és 1545 között több alkalommal is véres tisztogatás folyt a konfuciánus értelmiségi tisztviselők között, melyekre a koreai történelemkönyvek szahva (sahwa) (사화, 士禍), „a tudósok katasztrófája” néven hivatkoznak. Az első ilyen tisztogatásra 1498-ban került sor, miután a Kim Dzsongdzsik (Kim Jong-jik) (김종직) által vezetett Szarim (Sarim) frakció követői rossz szemmel nézték Jonszangun (Yeonsangun) király számukra morálisan elfogadhatatlan, korrupt uralkodását. A király több száz tudós-hivatalnokkal végzett, többeket pedig száműzött. 1504-ben újabb véres jelenetre került sor, amikor Jonszangun (Yeonsangun) tudomására jutott, hogy anyja korábban udvari összeesküvés áldozata lett. Számos udvari tisztviselő lelte halálát a király bosszújában, mások holttestét pedig kiásták és megbecstelenítették. Jonszangun (Yeonsangun)t végül lemondatták és „lefokozták” herceggé (ezért lett posztumusz nevének utótagja a herceg jelentésű kun (gun), a királyok esetében szokásos cso (jo) („ősapa”) vagy csong (jong) („nagy előd”) helyett).
A harmadik nagy tisztogatásra 1519-ben került sor Csungdzsong (Jungjong) (1506–1544) idején a radikális reformötleteiről híressé vált Cso Gvangdzso (Jo Gwang-jo) (조광조) és követői ellen, akik kritizálták a királyt a támogatóinak osztott földadományok miatt. Az utolsó nagy tisztogatás 1545-ben történt, Mjongdzsong (Myeongjong) trónra kerülésének jogosságával kapcsolatosan, jórészt mert Mjongdzsong (Myeongjong) anyjának klánja két táborra szakadt és más-más királyjelöltet támogattak Csungdzsong (Jungjong) halálát követően.

### Japán támadás

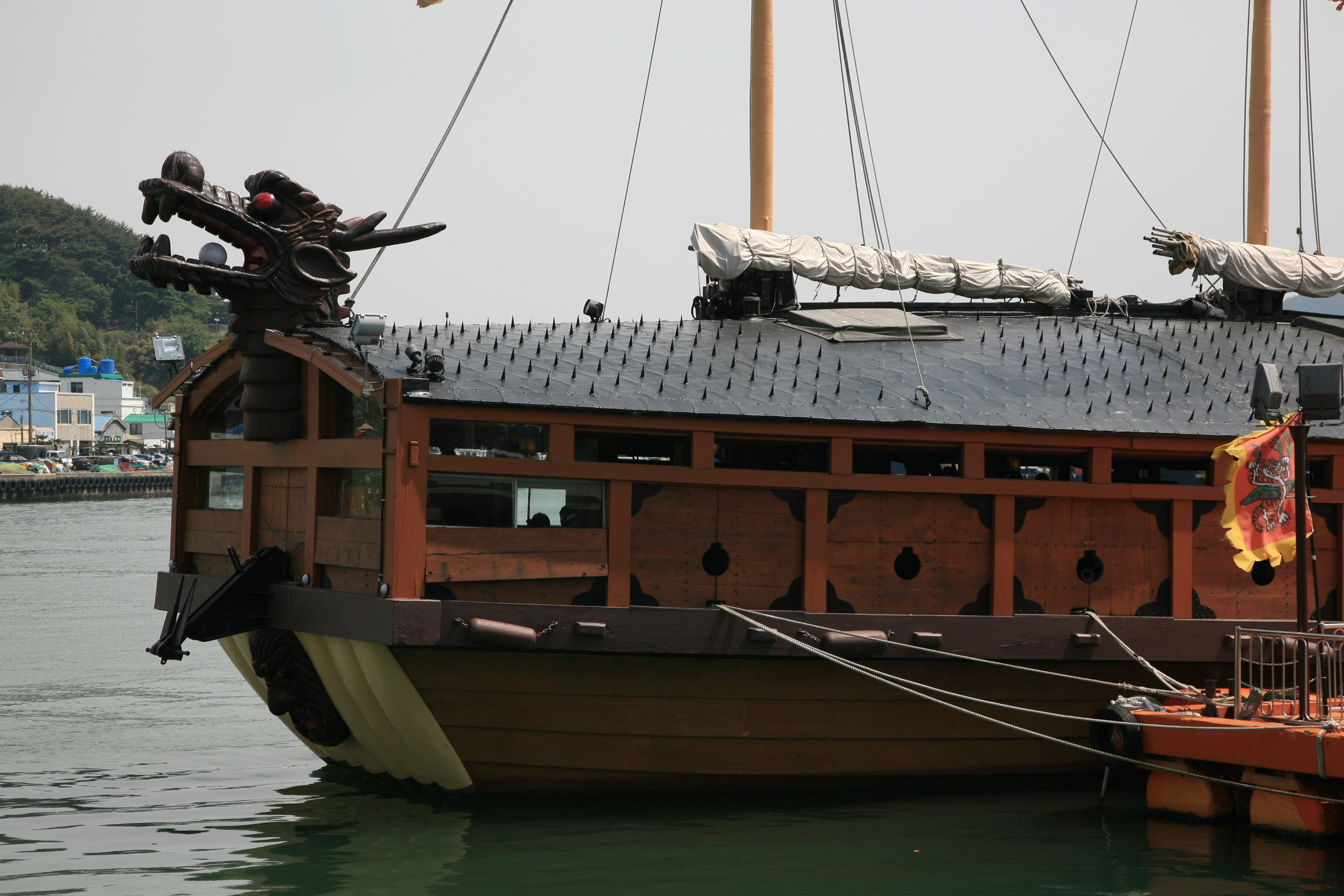
Rekonstruált életnagyságú teknőshajó Thongjong (Tongyeong)ban

A politikai csatározások ellenére az országban viszonylagos béke honolt, melyet a 16. század végén a japánok törtek meg. Tojotomi Hidejosi, miután egyesítette Japánt, Korea felé fordult, és nagyszabású hadjáratot indított az ország ellen, melyet bázisként akart felhasználni Kína elleni hadjáratához. Mintegy negyedmillió katonát szánt e célra, és 1592. május 23-án 52 000 fővel partra szállt Puszan (Busan)nál. A csoszoni (joseoni) államvezetés már 1591-ben értesült a japánok szándékáról, ám nem tudták eldönteni, mennyire kell komolyan venni, így alig történt intézkedés a védelmi vonalak megerősítésére. Tojotomi könnyedén elfoglalta a partvidéket, majd elkezdett a félsziget belseje felé nyomulni, három hét alatt elérte és elfoglalta a fővárost és tovább haladt észak felé. Két hónappal a támadás indítása után Konisi Jukinaga Phenjant is bevette. A szétzilálódott koreaiak a Ming-dinasztiától kértek segítséget, akik a koreai származású Li Zsu-szung (Li Rusong) (李如松) tábornokot küldték Phenjanhoz és vereséget mértek Konisi seregére 1593 februárjában. A spontán szerveződő vidéki erők és a kínaiak segítségével a japánokat lassan, de biztosan sikerült a déli partvidékre visszaszorítani. Kiemelkedő volt a szerepe I Szunsin (Yi Sun-sin) admirálisnak, aki több száz japán hajót pusztított el legendássá vált, vasborítású teknőshajói segítségével.
1594-re patthelyzet alakult ki, a kínaiak és a japánok diplomáciai úton kísérelték meg az egyezkedést, ám nem jutottak dűlőre, így 1597-ben a japánok újra támadásba lendültek. Ezúttal azonban a kínai oldalról megerősített koreai sereg felkészültebb volt, és a koreaiak kezére játszott a Tojotomi Hidejosi 1598-as halálát követő hatalmi harc is, melynek következtében a japánok visszavonultak a félszigetről. Bár a hadjárat kudarcba fulladt, hatalmas pusztítást hagyott maga után, templomokat, palotákat, teljes falvakat égettek porig. A kínai segítség miatt megerősödött Csoszon (Joseon) kapcsolata a kínaiakkal. A koreaiak is hagytak nyomot maguk után a japánokban, akik több száz koreait hurcoltak el magukkal, közöttük tudósokat, akik a neokonfucianizmus eszméjét vitték magukkal Japánba. A fogolyként behurcolt fazekasok pedig befolyással voltak a japán fazekasság fejlődésére.

### Mandzsu támadások

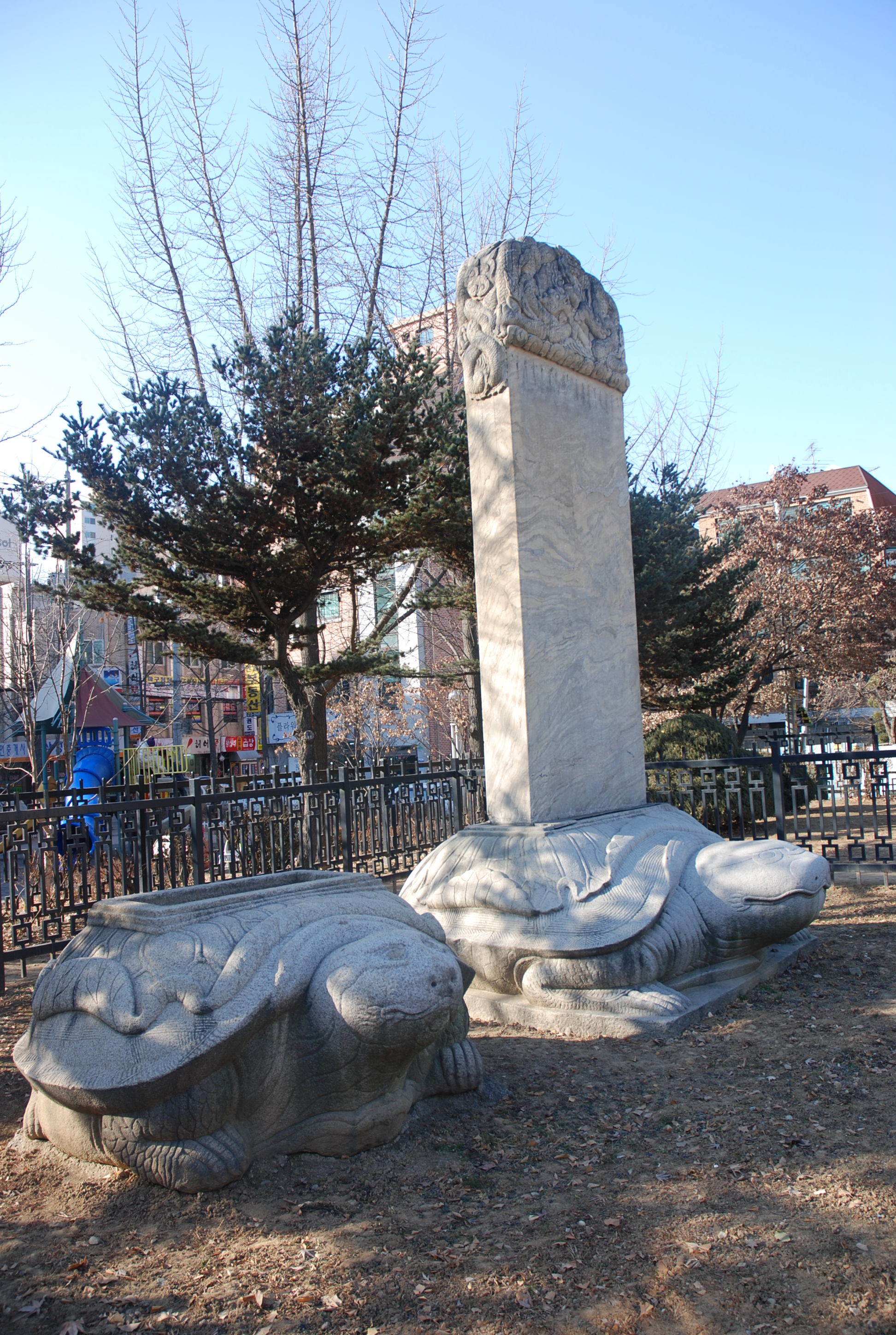
A Szamdzsondo (Samjeondo)-emlékmű (삼전도비), melyet annak emlékére emeltek, hogy Csoszon (Joseon) behódolt a mandzsuknak

Csoszon (Joseon) a Ming-dinasztia hűbérese volt, ami a terjeszkedő mandzsuknak nem tetszett, akadályként tartották számon a koreaiakat a Mingekkel szembeni harcukban, ezért 1627-ben lerohanták az északnyugati területeket és ezzel egyezményt csikartak ki tőlük, melyben Korea semlegességet vállalt, de nem tartott be. Ennek következményeképp a mandzsuk 1636-ban újabb támadást intéztek Csoszon (Joseon) ellen, foglyul ejtették a királyi család több tagját és hadisarcot fizettettek Koreával. Amikor 1644-ben a mandzsuk megdöntötték a Ming uralmat és Csing (Qing)-dinasztiaként uralkodni kezdtek, Csoszon (Joseon) kénytelen volt elfogadni a változást és egészen 1894-ig a kínaiak hűbérállama maradt. Ettől függetlenül a koreaiak megvetéssel tekintettek az új dinasztiára, barbároknak és jogtalan trónfosztóknak tartották őket. A 17. és 18. században a Csing (Qing)ek alatt Kína fölvirágzott gazdaságilag és kulturálisan is, ami a koreaiak figyelmét sem kerülte el. Számos tudós és nemes elismeréssel adózott a kultúra központjának tekintett Kínának, diplomáciai utak során számos könyvet vittek magukkal haza. A többség azonban titkon továbbra is a Ming-dinasztiát tartotta Kína törvényes uralkodócsaládjának, és több kegyhelyet is építettek koreai királyok illetve magas rangú hivatalnokok Ming császárok emlékére. A tudósok nagy részének az sem tetszett, hogy lanyhulni kezdett Kínában a konfucianizmus hatása, így a koreai tudósok Koreát vélték az „igazinak” tartott, ortodox konfucianizmus utolsó fellegvárának és megvetéssel figyelték a Kínában zajló fejleményeket. A Csing (Qing)-dinasztia ennek tudatában gyanakvó volt Csoszon (Joseon)nal szemben.

## Kései-Csoszon(Joseon)

### Jongdzso(Yeongjo)ésCsongdzso(Jeongjo)reformjai

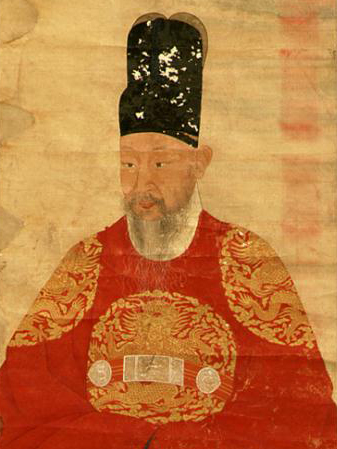
Jongdzso (Yeongjo) király

A 18. században a viszonylagos stabilitás korszaka köszöntött be Csoszon (Joseon)ban. Jongdzso (Yeongjo) (1724–1776) és Csongdzso (Jeongjo) (1776–1800) uralkodása alatt a politikai frakciók között is kialakult egyfajta egyensúly, mindkét király sikeresen igazgatta a kormányzatot, és megpróbáltak minden frakcióból kinevezni magas pozícióba hivatalnokokat. Bár az udvari intrikákat és a frakciók vetélkedését megszüntetni nem tudták, stabil kormányzást hoztak létre, jobbára Noron támogatással.
Jongdzso (Yeongjo) uralkodása alatt történt egy incidens, ami egy rövid időre felborította az udvar békéjét. 1728-ban I Indzsva (Yi In-jwa) követői a Szoron (Soron) frakcióból fellázadtak a Noron-vezette kormány ellen. A lázadást hamar leverték. 1748-ban éhinség és járvány ütötte fel a fejét az országban, mintegy 500 000 ember halálát okozva. A király ennek kapcsán 1750-ben új adótörvényt vezetett be, ami azonban mégsem tudta elégségesen enyhíteni a parasztok terheit. Ekkoriban jelent meg a király titkosügynöksége (암행어사, amhengosza (amhaengeosa)), amelynek feladata a korrupt tisztviselők kiszűrése és megbüntetése volt. Az uralkodó gyakran küldte őket vidéki hivatalokba vizsgálódni.
Jongdzso (Yeongjo) bár kivételes képességű uralkodó volt, uralkodásának megítélését beárnyékolja a fiával való bánásmódja. Szado (Sado) herceget, Csongdzso (Jeongjo) apját 1762-ben egy rizsládába zárva halálra éheztették Jongdzso (Yeongjo) parancsára. Ma sem tisztázott, hogy a király milyen indíttatásból végzett így a fiával. A koronaherceg egyes leírások szerint furcsán viselkedett, a demencia jeleit mutatta és néhány szolgálóját is megölte, ami miatt elmeháborodottnak hitték. Más elméletek szerint a koronaherceg megöletését a Noron frakció tervelte ki, megakadályozandó, hogy olyan király lépjen trónra, aki ellenzi a Noron politikai hatalmát. Jongdzso (Yeongjo) később megbánta tettét, unokáját, Csongdzsó (Jeongjó)t azonban csak úgy tudta utódjául kinevezni, hogy a másik herceg, Hjodzsang (Hyojang) fiaként regisztrálták.
Csongdzso (Jeongjo) folytatta nagyapja reformkísérleteit, kitiltotta a sámánokat a fővárosból és segélyező programot indított a szegények számára. Mindez azonban továbbra sem bizonyult elégségesnek a szegény parasztok életminőségének javítására, továbbra is pusztított az éhinség, amit csak kis mértékben tudott csökkenteni az édesburgonya bekerülése a koreai étrendbe. Csongdzso (Jeongjo) támogatta a kultúra fejlődését is, létrehozta a királyi könyvtárat, támogatta új könyvek születését.

### Súlyosbodó problémák a 19. században és a régensi időszak

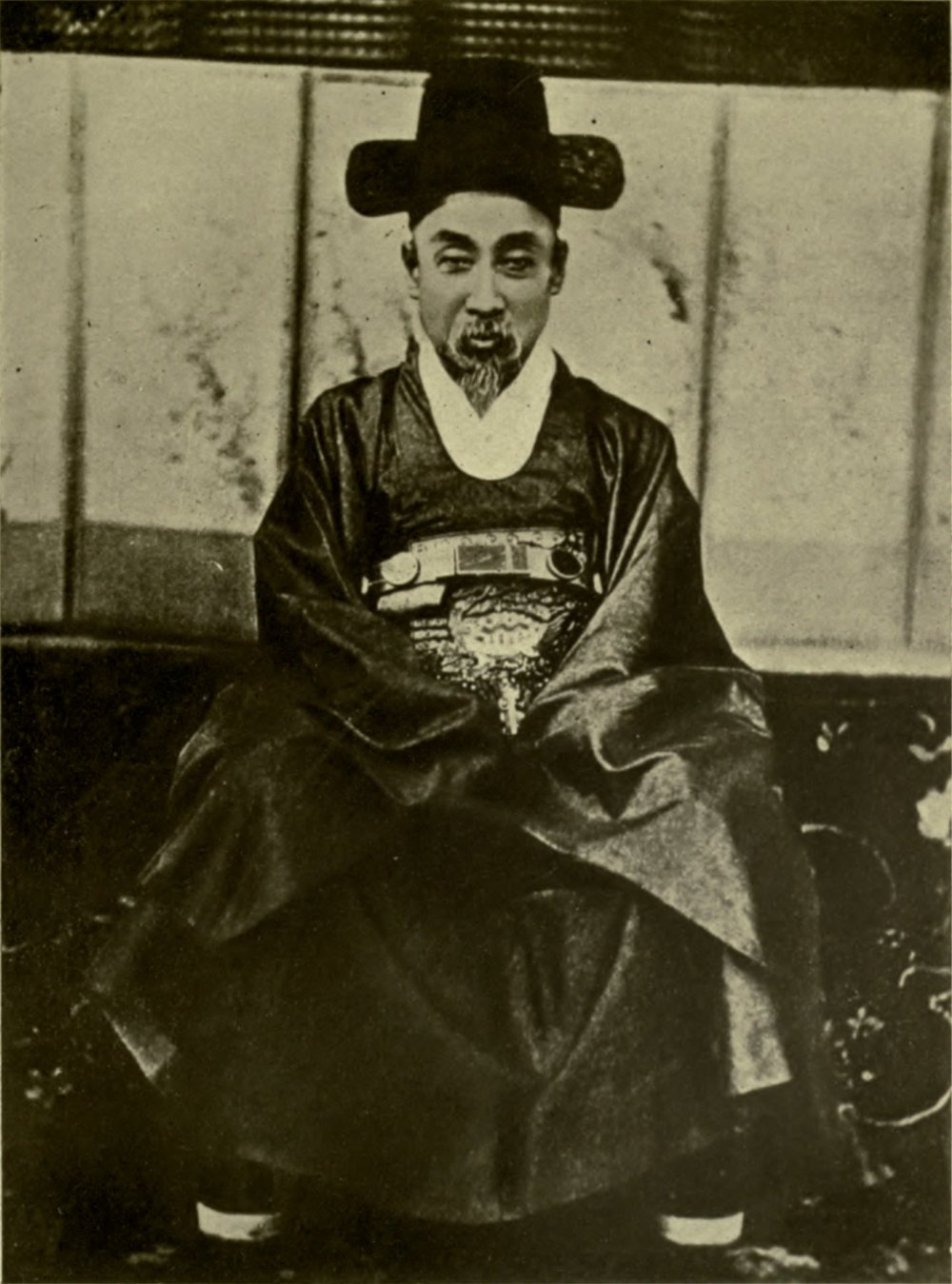
Hungszon (Heungseon) nagyherceg portréja

1800-ban Szundzso (Sunjo), 1834-ben pedig Hondzsong (Heonjong) került a trónra, mindketten gyerekként. Uralkodásuk alatt szinte minden, amit Jongdzso (Yeongjo) és Csongdzso (Jeongjo) elért, kárba veszett. A hatalom a királynék (a gyermekkirály anyja) családjának és a szimpatizáns hivatalnokoknak a kezében volt. Ezt az időszakot emiatt szedo csongcshi (sedo jeongchi) (세도정치, 勢道政治), „rokoni kormányzás” néven is nevezik. Először az andongi Kim klán, majd a phungjangi (풍양, pungyangi) Cso (Jo) klán került hatalomra a királynék által, mindennapos volt az intrika a palotában. 
Hondzsong (Heonjong) halálát követően az andongi Kimek úgy alakították a helyzetet, hogy egy 19 éves királyi rokon lépjen a trónra, ő uralkodott Csholdzsong (Cheoljong) néven 1849 és 1863 között. Az új király azonban sokat ivott, korán meghalt és csak egy lánygyermeket hagyott maga után. Utódlásáról a phungjangi (pungyangi) Cso (Jo) klán gondoskodott, I Haun (Yi Ha-eun), Indzso (Injo) király (1623–1649) egyik leszármazottjának 12 éves fiát ültették a trónra, Kodzsong (Gojong) néven, akihez még gyerekként hozzáadták Mjongszong (Myeongseong)ot, aki által a johungi (여흥, yeoheungi) Min klán került hatalomra. I Haun (Yi Ha-eun) Hungszon (Heungseon) nagyherceg (흥선대원군, Hungszon Tevongun (Heungseon Daewongun)) néven régensként uralkodott kiskorú fia helyett.
Hungszon (Heungseon) régensségére (1864–1873) a „Nagyherceg-korszakként” is szokás hivatkozni. A régens célja, amellett, hogy megalapozza fia későbbi uralkodását, a politikai élet stabilitásának visszaállítása volt. Ennek megfelelően megnyirbálta a befolyásos Kim klán hatalmát és politikai hozzátartozástól függetlenül alkalmazott tehetséges szakértőket. Több mint 150 korrupt politikust távolított el. Földreformot hajott végre, melynek keretében elvette a konfuciánus akadémiáktól az adómentes földet és minden adómentességet megszüntetett a privát földtulajdonokat tekintve. Egyes reformjai azonban negatív hatásúak voltak a gazdaságra és a társadalomra nézve. Az évszázadok óta romokban heverő Kjongbok (Gyeongbok) palota újjáépítéséhez pénzre volt szükség, így számos adót vetett ki („kapuadó” árubehozatalra, sóadó, katonai adó, halászati adó, további földadó).
A hatalomért folyó harc mellett számos egyéb probléma sújtotta ebben az időszakban Csoszon (Joseon)t. 1810 és 1832 között szinte minden évben súlyos árvizek pusztítottak, 1812-ben kolerajárvány tört ki, ami évekig tombolt, csaknem egymillió lakos halt meg a katasztrófák következtében. A kormány pénzszűkében volt, képtelen volt segélyt nyújtani, egyre nőtt az elégedetlenség. 1812-ben, 1813-ban, 1816-ban elszeparált lázongások törtek ki, 1862-ben azonban egy nagyobb felkelés több tartományra is átterjedt. Egy konfuciánus tudós petíciójában azt írta: „A miniszterek minden idejüket könyvek bújásával töltik, a nepotizmus és a megvesztegetés lett a szabály, inkább mint a kivétel; a bírók ülnek és várják a csúszópénzt, a vizsgáztatók előre kapnak pénzt, [...] a gabonatárolók üresek és a kormány segélyprogramjára nincs keret. Az egész rendszer beteg, velejéig romlott.”

### A kereszténység megjelenése

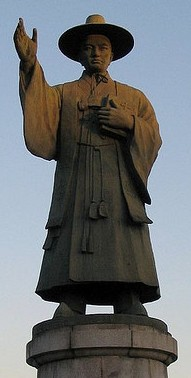
Kim Degon (Kim Dae-geon), az első katolikus koreai pap szobra

A kereszténységgel Korea először a 16. század végén találkozott, a japán hódítás alatt, a japán seregeket ugyanis elkísérte egy jezsuita pap, Gregorio de Cespedes. Néhány elhurcolt koreai Japánban átkeresztelkedett, közülük egy, Antonio Corea néven 1606-ban Olaszországba ment, majd olasz nőt vett feleségül, haza azonban sosem tért. A kínaiak ebben az időszakban előszeretettel alkalmaztak jezsuitákat a naptárak kialakításához, csodálták őket matematikai és technikai jártasságuk miatt, és a Pekingbe érkező koreai küldöttség is hasonlóan vélekedett, a vallást azonban nem vették komolyan, és a nyugati népeket „okos barbárokként”, egzotikumként tartották számon. Az 1600-as évek elején számos nyugati eszközt (teleszkópot, fegyvereket, térképeket, földrajzi könyveket) vittek vissza Koreába a jezsuitákkal való találkozásokból.
Az érdeklődés a nyugati dolgok iránt a korlátozott kapcsolattartás mellett is megvolt, bár kevés számú tudóst vonzott igazán, és csak a 18. századtól kezdett el terjedni. Erre a „mozgalomra” hagyományosan szohak (seohak) (서학, „nyugati tudomány”), néven hivatkoznak. 1784-ben I Szunghun (Yi Seung-hun)t (이승훈), aki apját kísérte el diplomáciai kiküldetésére, megkeresztelték Kínában. Ekkor kis létszámban ugyan, de más jangban (yangban) nemesek és közrendűek is áttértek. A kereszténység terjedése Koreában világszinten egyedülálló módon történt: papok, hittérítők hiányában a kereszténységgel foglalkozó írásokat tanulmányozó értelmiségiek, illetve a Kínában keresztényekkel találkozó diplomaták és kísérőik maguk tértek át a vallásra, gyakran saját magukat keresztelve meg.
A kereszténység terjedését azonban nem nézték jó szemmel Koreában. 1785-ben Csongdzso (Jeongjo) eretnekségnek nyilvánította, megtiltották Kínából a könyvek importálását, nehogy keresztény szövegek legyenek köztük. Ennek ellenére 1795-ben megérkezett az országba az első kínai római katolikus pap, Csou Ven-mo (Zhou Wenmo) (周文謨). 1801-re már körülbelül 4000 koreai tért át, a 30-as években 9000-en, 1864-re pedig már több mint 20 000-en voltak. 1801-ben 300 áttértet kivégeztek, köztük prominens tudósokat és magát Csou (Zhou)t is. Mivel a politikai frakciók tagjai között is voltak áttértek, a kereszténység többé már nem csak egyszerűen elméleti vita volt, politikaivá vált. Amikor az andongi Kim klán került hatalomra, a katolikusokkal szembeni álláspont kissé enyhült, a pápa apostoli vikáriust jelölt ki Korea számára, majd 1836-ban és 1837-ben francia papok érkeztek az országba. 1839-ben az újabb hatalomváltás következtében ismét a keresztények ellen fordult a csoszoni (joseoni) állam, a külföldi papokat és 75 áttértet kivégeztek. Néhány évvel később Makaó szigetén felszentelték az első koreai keresztény papot, Kim Degont (김대건, Kim Dae-geont), azonban őt is kivégezték 1846-ban.
Ahogy 1849-ben ismét az andongi Kimek jutottak hatalomra, ismét engedékenyebbek lettek a kereszténységgel szemben. Újabb tizenkét francia pap érkezett, könyveket és röpiratokat publikáltak, az áttértek száma, nem drasztikusan ugyan, de folyamatosan nőtt. A 19. században áttértek többsége szegény paraszt volt.

### Silhak

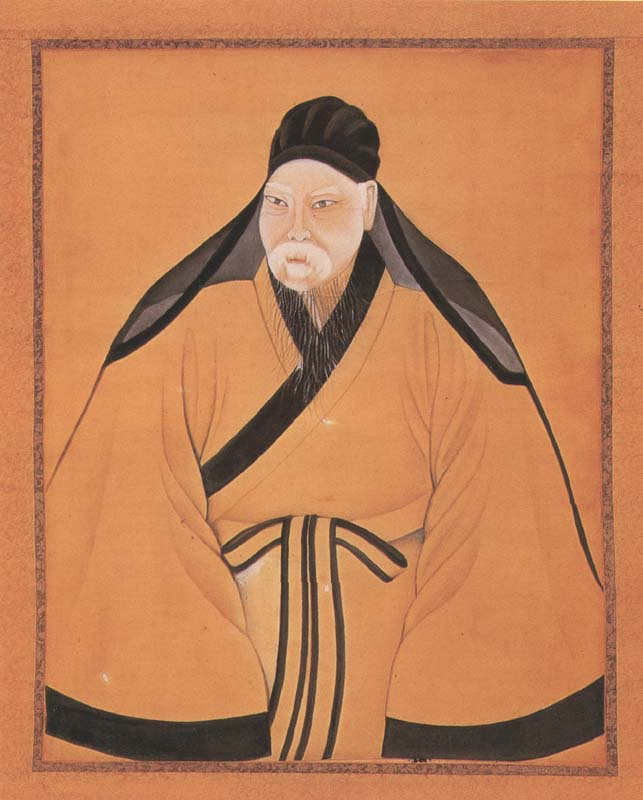
Pak Csivon (Park Ji-won) portréja

A 18. században vált jelentőssé az úgynevezett Silhak (실학, 實學), a „gyakorlati tudomány” iskolája, melynek tagjai a reformokat, a modernizációt sürgették, a merev neokonfuciánus államvezetés helyett egy progresszívebb, gyakorlatiasabb államirányítást szerettek volna. Fontosak voltak számukra a földreformok, a mezőgazdaság fejlesztése. Céljaik között szerepelt többek között a politikai és társadalmi helyzet felülbírálása, az etikusság és az erkölcs visszaállítása a politikában, a gazdaság helyreállítása és a gazdasági tevékenységek liberálisabb kezelése, valamint az oktatás javítása és terjesztése.
A mozgalom kiemelkedő korai képviselői közé tartozott többek között Ju Hjongvon (Yu Hyeong-won) (유형원, 1622–1673), I Ik (Yi Ik) (이익, 1681–1763) és Pak Csivon (Park Ji-won) (박지원, 1737–1805). Többen a Silhak tudósai közül jártak Kínában, ott ismerkedtek meg felvilágosultabb gondolatokkal, eszmékkel. Ezek a tudósok, más tarsaikkal egyetemben számtlan könyvet adtak ki pénzügyi, mezőgazdasági, hadászati, történelmi, oktatásügyi, építészeti, egészségügyi, kereskedelmi, közlekedésügyi és földrajzi témákban, többek között, de jelent meg koreai szótár is. A Silhak mozgalom tagjainak nagy szerepe volt Korea modernizálásának megkezdésében, a királyok reformlépésekre ösztönzésében és a szellemi élet stimulálásában.

### Külföldi hadjáratok

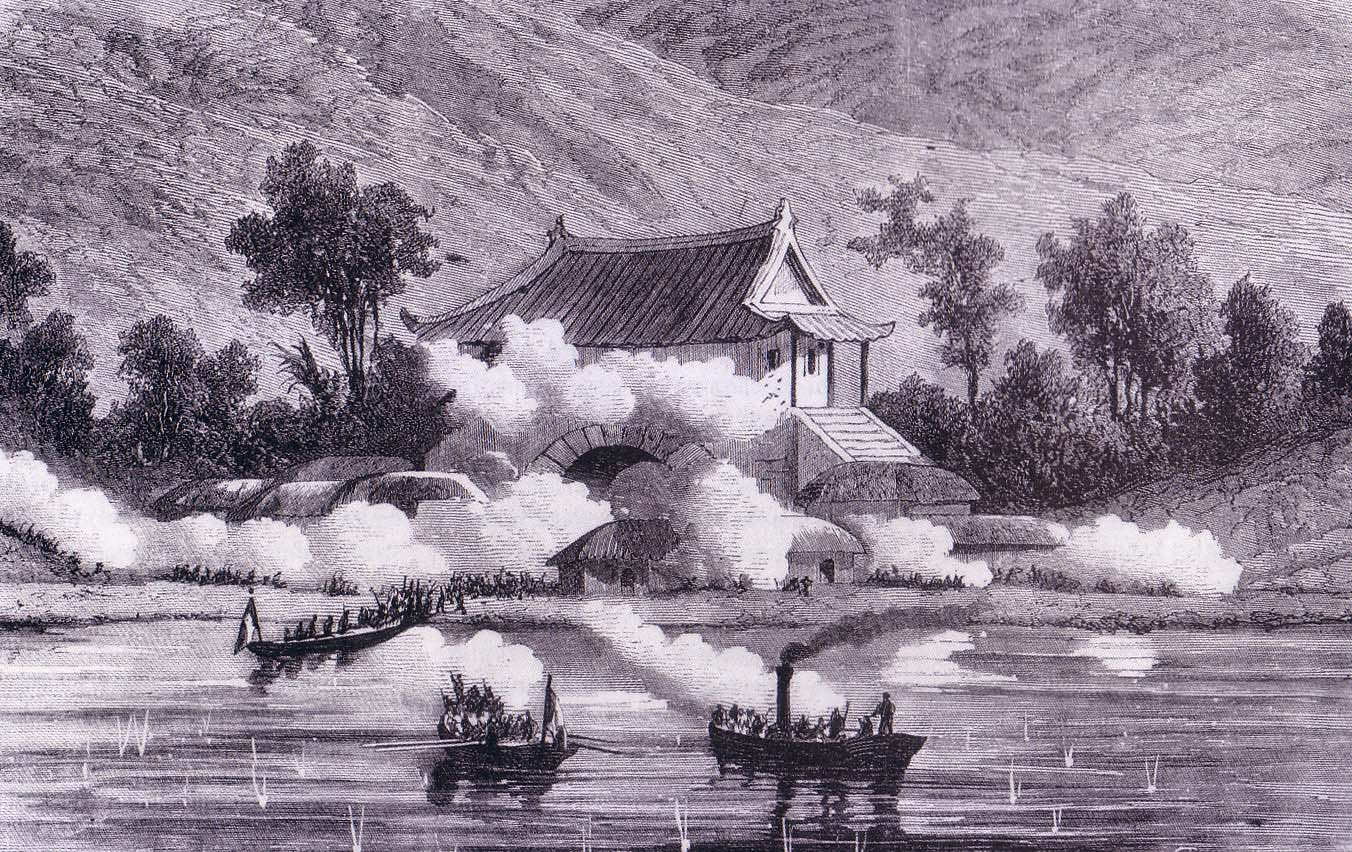
A francia flotta 1866-ban Kanghva (Ganghwa) szigeténél

Amikor a 19. század közepén az oroszok egyre nagyobb nyomást gyakoroltak Csoszon (Joseon)ra a kereskedelem megnyitásáért, a koreai katolikusok azt javasolták a nagyhercegnek, hogy hívjon francia segítséget; remélték, hogy francia közbenjárásra a katolicizmust legalizálni tudják. Ez azonban nem sikerült, és a régens politikáját egyébként is ellenző konfuciánusok nyomására 1866-ban újabb véres leszámolást hajtottak végre, melyben mintegy 8000 keresztény koreait öltek meg, valamint számos francia egyházi személyt, köztük Siméon-François Berneux püspököt. Az egyik elmenekült pap értesítette a Kínába delegált francia követet a mészárlásokról. 1866 szeptemberében a francia kormány Pierre-Gustave Roze admirálist küldte Korea ellen. A hadművelet két hónapig tartott, komoly károkat okozott, de a franciáknak nem sikerült a fővárosig eljutni, így visszavonultak.
Még 1866 nyarán történt egy másik incidens, aminek később komoly következményei lettek. Egy fegyverekkel felszerelt amerikai kereskedőhajó, a General Sherman Kínából Koreába indult, Phenjan közelében azonban megfeneklett. A parancsnok megengedte a legénységnek, hogy lopjanak a helybéliektől, asszonyokat hurcoltak a fedélzetre és keresztény hitre próbálták téríteni a lakosokat. A feldühödött koreaiak felégették a hajót és mindenkit megöltek rajta, két amerikai és egy brit állampolgárt is. Válaszul az amerikaiak 1871-ben hadjáratot indítottak, Kanghva (Ganghwa) szigeténél mintegy 350 koreai katonával végeztek, majd megpróbáltak felhajózni a Han folyón Szöulba, azonban kemény ellenállásba ütköztek és három hét után visszavonulót fújtak. A két kudarcba fulladt külföldi hadjárat azt a hamis reményt táplálta a koreai vezetésben, hogy Csoszon (Joseon) képes megvédeni magát a külföldiekkel szemben.

### Kodzsong(Gojong)uralkodása, a modernizáció kezdete

#### Korea megnyitása

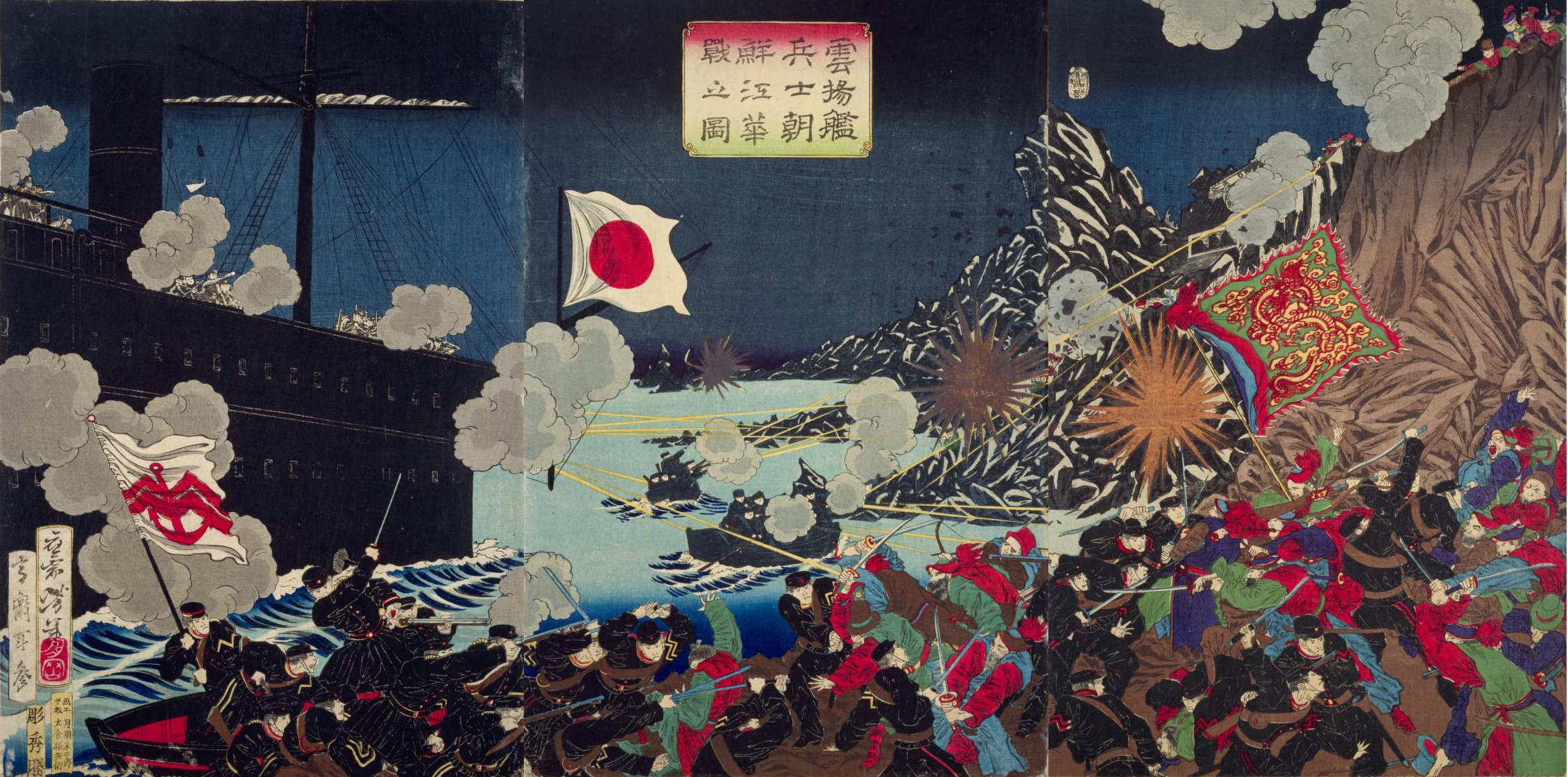
Az Unjó-incidens, melyet a japánok arra használtak fel, hogy különleges kereskedelmi jogokat szerezzenek Koreában

Az 1870-es évekre a nagyherceg viszonya az özvegy királynéval és Min királynéval jelentősen megromlott, aminek eredményeképp a Min klán elérte, hogy a nagyherceg visszavonuljon 1873-ban. Nem sokkal ezt követően a japánoknak sikerült okot találni Korea fenyegetésére, az úgynevezett Unjó-incidens kapcsán. 1875-ben a japán Unjó hadihajó a koreaiak engedélye nélkül tengerészeti felméréseket végzett a partok közelében, majd partra szálltak további feltérképezést végezni. A Kanghva (Ganghwa) szigetről a koreaiak lőni kezdték a hajót, amire a japánok tüzeléssel válaszoltak. A japánok az incidenst felhasználva Kuroda Kijotaka és Inoue Kaoru vezényletével hat hadihajót és 800 katonát küldtek Koreába. A japán katonai fölény megfélemlítette a koreaiakat, több tanácsadó is azt javasolta Kodzsong (Gojong) királynak, hogy fogadja el a japánok követeléseit. Így született meg a japán–koreai egyezmény, melynek keretében Japán kereskedelmi jogokat kapott és más egyezményeket követően 1883-ban Korea megnyitotta kikötőit a japán kereskedők előtt. Az egyezmény megszüntette Korea izoláltságát, és önálló szuverén államként ismerte el, ami aláásta a több évszázados hagyományt, mi szerint Korea Kína hűbérállama. Mindazonáltal a nyitás azt is jelentette, hogy Csoszon (Joseon) belesodródott a 19. századi nyugati imperialista világba, és ez az egyezmény lett a kezdete a japánok fokozatos hatalomátvételének is.
Számos sikertelen kísérletet követően kínai közbenjárásra az Egyesület Államoknak sikerült kereskedelmi egyezményt kicsikarnia Koreától, melyet 1883-ban írtak alá. Az egyenlőtlen szerződés mintául szolgált a később érkező nyugati hatalmak számára és Korea végérvényesen megnyitotta kapuit a „barbárok” előtt. Az amerikaihoz hasonló szerződést írt alá 1883 és 1886 között például Nagy-Britanniával, Németországgal, Olaszországgal, Franciaországgal és a korábban többször elutasított Oroszországgal is. Ez a lépés elősegítette az új eszmék és technológiák terjedését, de a konzervatívokat elhallgattatni így sem lehetett.

#### Reformok és incidensek

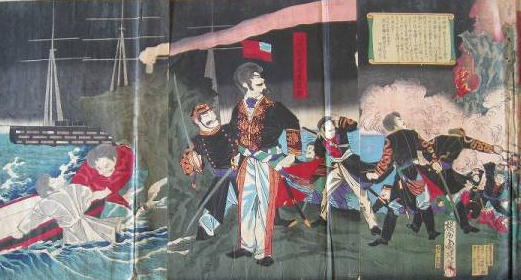
Az Imo-incidens ábrázolása

A nyitást követően Kodzsong (Gojong) két diplomatát is küldött Japánba feltérképezni a szomszédos állam terveit, 1876-ban és 1880-ban. Utóbbi alkalomkor Kim Hongdzsip (Kim Hong-jip) (김홍집) látogatott el Japánba, és az ott tapasztalt modernizációs lépések nagy benyomást tettek rá. A Japánban szolgálatot teljesítő kínai diplomata, Huang Cun-hszien (Huang Zunxian) (黄遵宪) átadta neki Csao-hszien cö-lüe (朝鲜策略; Stratégia Korea számára, Cháoxiǎn cèlüè) című munkáját, amiben arra bátorította a koreaiakat, hogy tartsanak fenn barátságos viszonyt a japánokkal, szoros kapcsolatot Kínával, és az orosz fenyegetés egyensúlyozására barátkozzanak meg az amerikai segítség gondolatával. Kim átadta a dokumentumot a királynak, akire hasonlóan nagy benyomást tett, széles körben terjeszteni kezdték, osztogatni a hivatalnokok között. A konzervatívokat felháborította a gondolat is, hogy Japánnal és a „barbárokkal” barátkozzanak, puccsot is szerveztek, mire a király egyiküket kivégeztette, többüket pedig eltávolított pozíciójukból.

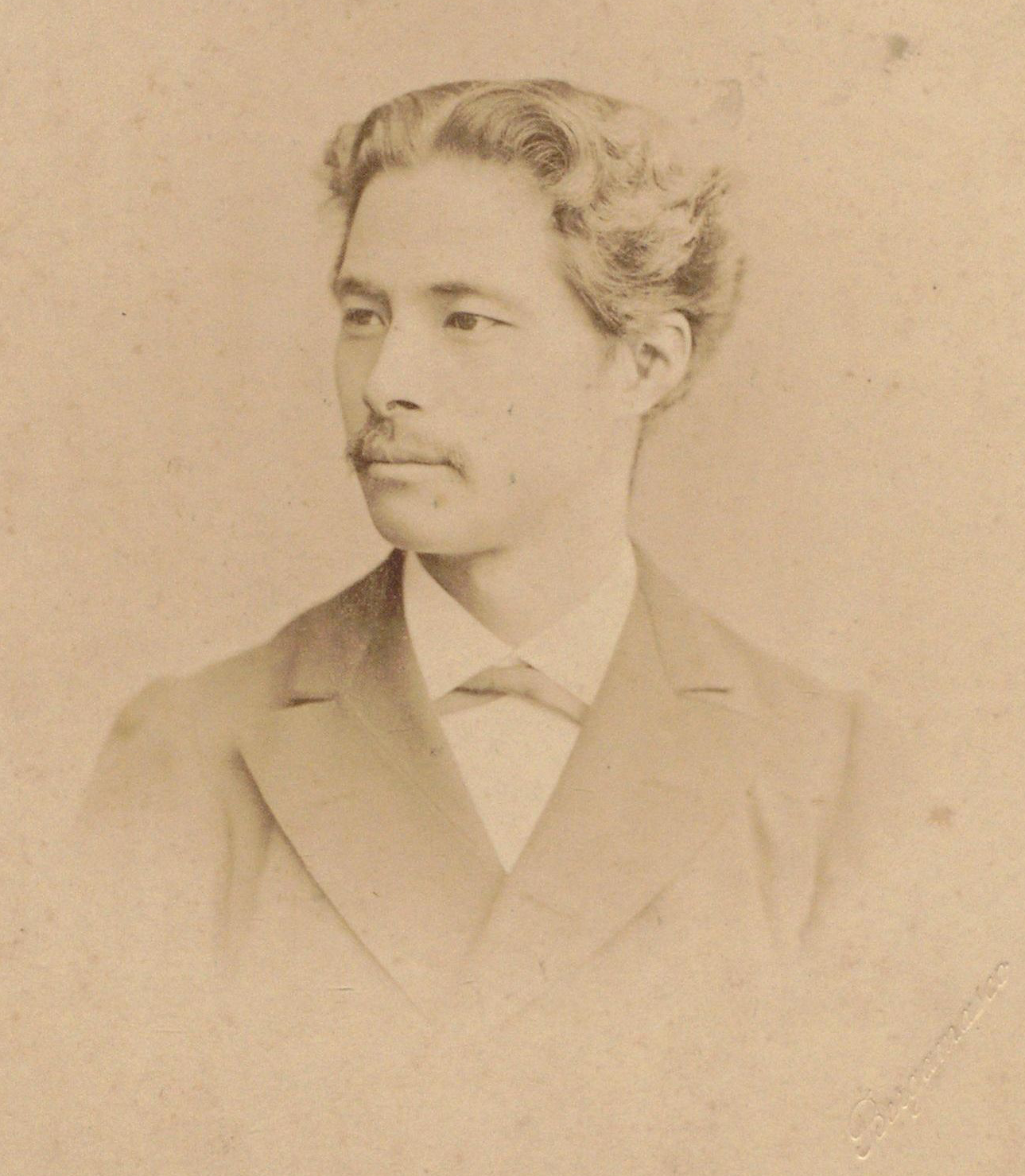
Hanabusza Josimoto

1881-ben az ifjú király átalakította a belső berendezkedést is. Létrejött a Thongnigimun-amnun (통리기무아문, 統理機務衙門, Tongnigimun-amun), a „Kivételes Államügyek Hivatala”, mely a külpolitikát, a nemzetközi kereskedelmet, az idegennyelv-oktatást, a hadügyet és a fegyvergyártást volt hivatott felügyelni. Min királyné klánjának több tagja igen magas pozíciókra tett szert itt. Létrehozott egy 80 kadétból álló különleges egységet, akik japán vezetéssel modern hadviselést tanultak. Küldöttek mentek Japánba és Kínába a modern technológiákat tanulmányozni. Bár ezek a reformok rövid életűek voltak és valójában kevés igazi eredményt mutattak fel, felháborították a konzervatívokat, akik a nagyherceg körül csoportosultak.

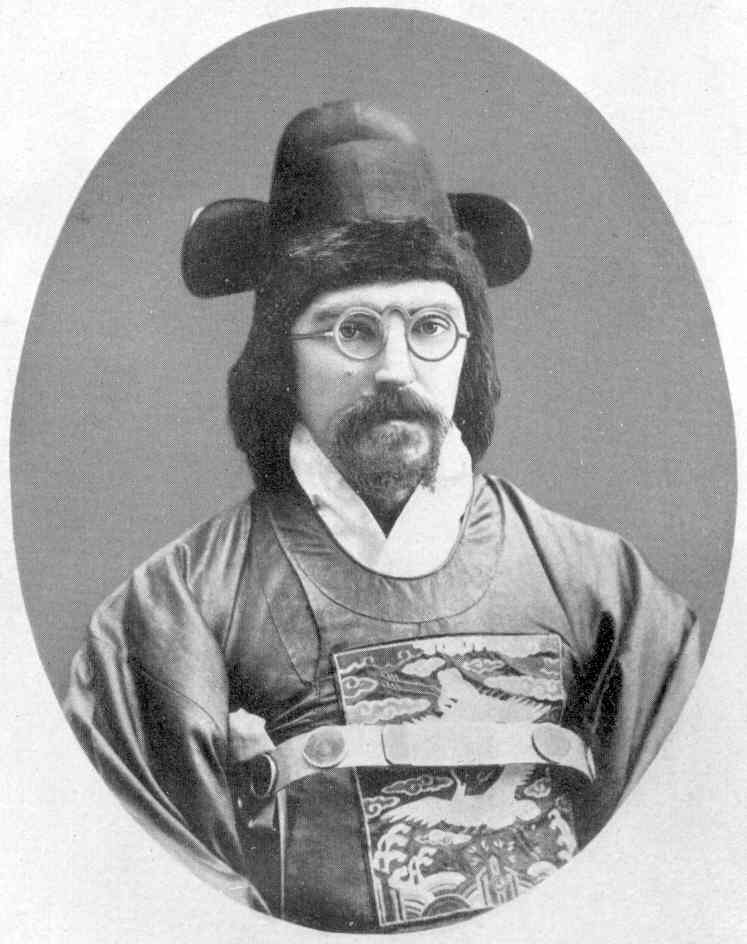
Paul Georg von Möllendorff koreai öltözékben

1882-ben az úgynevezett Imo-incidens nem várt következményekkel járt Korea számára. Az új katonai alakulat kivételes helyzete miatt háborogni kezdtek a régi katonák, akiket hónapok óta nem fizettek ki. A japán tisztet megölték és megtámadták a japán kirendeltség épületét, ahonnan a követ, Hanabusza Josimoto épp hogy el tudott menekülni. A nagyherceg kihasználta az alkalmat palotaforradalom végrehajtására. Min királyné támogatóinak egy részét megölték, a királynénak is menekülnie kellett. Kodzsong (Gojong) kénytelen volt formálisan is visszahívni apját és kezébe helyezni a kormány feletti hatalmat, aki rögtön meg is szüntette a Kivételes Államügyek Hivatalát és a különleges katonai alakulatot. Mindeközben a fővárosban komoly japánellenes megmozdulások zajlottak. Hanabusza katonákkal tért vissza, ekkor azonban olyasmi történt, amire a 16. század óta nem volt példa: Kína maga avatkozott közbe, 4500 fős sereggel, akik bevonultak Szöulba és elhurcolták a nagyherceget. Min királyné és Kína-barát támogatói visszakerültek a hatalomba, Japán pedig kicsikarta a cshemulphói (chemulpói) egyezményt (제물포 조약), ami megengedte nekik, hogy katonai alakulatot tartsanak fenn Szöulban. Októberben a kínaiak is kereskedelmi egyezményt írtak alá Koreával, ami más nemzetek számára nem garantált privilégiumokkal ruházta fel őket. Létrejött a Külügyi Iroda, melynek alelnökévé a német Paul Georg von Möllendorffot és a kínai Ma Csien-csung (Ma Jianzhong)ot (馬建忠) nevezték ki. Miután az első koreai delegáció hazatért az Egyesült Államokbeli útjáról, a király felkérte az amerikaiakat, hogy biztosítsanak a Külügyi Iroda számára tanácsadót és kiképzőket a koreai hadsereg számára.

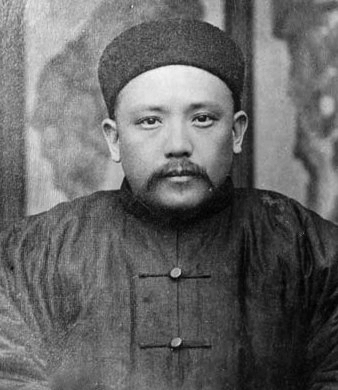
Jüan Si-kaj (Yuan Shikai) Koreában

A Kehvadang (Gaehwadang) (개화당, 開化黨) néven ismert politikai csoportosulás, azaz a haladó gondolkodású tudós-dzsentrik és a konzervatívok harca 1884-ben súlyos incidenshez vezetett. A progresszív gondolkodók az 1870-es évek óta gyülekeztek, és nagy hatással volt rájuk a Silhak mozgalom. Közéjük tartoztak azok a diplomaták és hivatalnokok is, akiket Japánba illetve Amerikába küldött a király vizsgálódni, és akik azon a véleményen voltak, hogy Korea igen elmaradott az utóbbi országokhoz képest. A külföldi és a japán fenyegetés hatására a Kehvadang (Gaehwadang) tagjai nacionalista reformokat sürgettek, és arra buzdították a királyt, hogy biztosítsa az ország függetlenségét Kínától. Csakhogy egyre nagyobb ellenállásba ütköztek a Min királyné vezette konzervatívok részéről. 1884-re a progresszívek kezdték elveszíteni befolyásukat a király fölött, egyúttal fenyegetve érezték magukat. December 4-én a japán kirendeltség katonáinak segítségével puccsot próbáltak végrehajtani, mely Kapsin (Gapsin)-incidens a néven vonult be a történelembe. Számos konzervatív tisztviselőt elüldöztek vagy meggyilkoltak, és magukhoz ragadták a politikai hatalmat. Két nappal később azonban Kína közbelépett, Jüan Si-kaj (Yuan Shikai) vezetésével, a progresszív politikusok nagy részét megölték, néhányuk Japánba menekült, Min királyné és támogatói visszakerültek a hatalomba, Jüan (Yuan) pedig befolyása alá helyezte a királyt. Az elkövetkező évtizedben Korea ismét jelentős kínai befolyás alá került.
A Kapsin (Gapsin)-incidens nyomán von Möllendorff azt javasolta a királyi családnak, hogy a japán–kínai tengelyből kikerülve az oroszokkal próbáljanak meg szövetséget kötni. A kínaiaknak nem igazán tetszett, hogy Korea titokban az oroszokkal tárgyal, így 1885-ben elengedték a nagyherceget, remélve, hogy szembe tudják helyezni az orosz-barát Min királynéval és támogatóival. A növekvő kínai befolyás és Jüan Si-kaj (Yuan Shikai) trónfosztási tervei egyre inkább növelték a Kína-ellenes hangulatot az udvarban.

### Növekvő japán befolyás, aKabo(Gabo)-reformok

#### ATonghak(Donghak)-lázadás és következményei

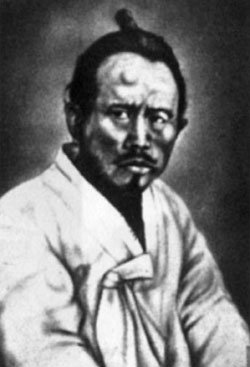
Cson Bongdzsun (Jeon Bong-jun) (전봉준), a Tonghak (Donghak)-lázadás egyik vezetője

A politikai intrikák közepette a parasztok élete egyre nehezebbre fordult, egymást követték az újabb és újabb adók. Az 1850-es években a parasztok növekvő elégedetlensége egy új vallási irányzat, a Tonghak (Donghak) (동학, 東學; „keleti tudomány”) felemelkedéséhez vezetett, melynek alapjait Cshö Dzseu (Choi Je-u) (최제우) fektette le. A Tonghak (Donghak) ellenezte a nyugati tudományt és befolyást, a korrupció elsöprését és a parasztok életének jobbítását követelte. Gyorsan terjedt, több elszigetelt felkelés is kitört a követői vezetésével, így a kormány komoly veszélyként érzékelte. Cshö (Choi)t 1864-ben kivégezték, mozgalma azonban tovább terjedt a köznép körében.
1893-ban Cshungcshong (Chungcheong) tartománybeli Poun (Beoun)ban (보은) több ezer Tonghak (Donghak)-követő gyűlt össze, követelték Cshö (Choi) rehabilitációját és a vallási irányzat üldöztetésének megszüntetését, de sikerült szétoszlatni a tömeget. Egy évvel később egy csollai (jeollai) járási igazgató túlkapásai miatt felkelés tört ki a régióban Cson Bongdzsun (Jeon Bong-jun) falusi tanító vezetésével. Az egész tartományt fellázító, és a tartományi székhelyt is elfoglaló mozgalom követői a gazdaság és a társadalom radikális változtatását követelték. A király pánikba esett és Kínától kért segítséget, akik katonákat küldtek Koreába. Japán úgy döntött, ideje Koreában megváltoztatni a politikai berendezkedést. A koreaiak visszautasították a japánok által prezentált reformterveket és kérték a japán katonák kivonását. Japán figyelmen kívül hagyta Korea kérését.
A japán katonák száma meghaladta a kínaiakét, így könnyedén elfoglalták a Kjongbok (Gyeongbok) palotát. 1894. július 25-én az egyik japán hadihajó tüzet nyitott a koreai partoknál horgonyzó kínai hajókra és megkezdődött az első kínai–japán háború. Közben októberben Cson Bongdzsun (Jeon Bong-jun) újabb lázadást szított, a japánok azonban hamar leverték a parasztokat. A háborúban megmutatkozott a japánok stratégiai és technikai fölénye, Kína súlyos és megalázó vereséget szenvedett. A parasztfelkelés nem érhette el a céljait, viszont a segítségével Japán megvetette a lábát a Koreai-félszigeten.

#### AKabo(Gabo)-reformok

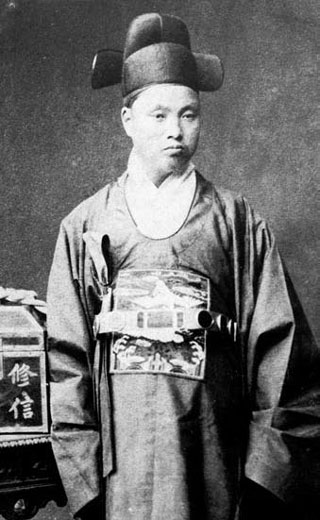
Kim Hongdzsip (Kim Hong-jip)

A kínai–japán háború közepette a japánok rávették Koreát, hogy fogadja el az előirányzott reformjavaslatokat az ország átalakítására. A japán katonai fölény ellenében tehetetlen koreai kormány kénytelen volt engedni a japán reformköveteléseknek. 1894. július 27-én a japánok által „tanácsolt” reformok kidolgozására és végrehajtására létrejött a Kungukkimucsho (군국기무처; Határozó Tanács, Gungukgimucheo), Kim Hongdzsip (Kim Hong-jip) vezetésével. Új minisztériumokat hoztak létre és korlátozták a király rendelkezési hatásköreit is, melyek egy része a miniszterelnökre, illetve a miniszterekre szállt. Átalakították az adórendszert és megszüntették a kereskedelmi monopóliumokat.
A reformok jelentős társadalmi változásokat irányoztak elő. 1886-ban felszámolták a rabszolgaságot és a kasztokat. A kínai naptár helyett elfogadták a Gergely-naptárat és bevezették az alapfokú nyugati oktatási intézményt, az általános iskolát. A kvago (gwago) vizsgarendszert eltörölték. Novemberben Inoue Kaoru egy húsz elemből álló új reformlistát prezentált a királynak. Decemberben megszüntették a Kungukkimucsho (Gungukgimucheo)t és létrejött a Csungcshuvon (중추원, Királyi Államtanács, Jungchuwon). 1895-ben az Idzsongbu (Uijongbu) megszűnt, helyét a modern negak (내각, naegak), a „kabinet” vette át. Új pénzügyi rendszert vezettek be, elfogadták a nyugati mértékegységeket és az árucsere helyett a pénzzel való fizetés lett a kötelező. Nem volt azonban földreform, így a parasztságnak semmilyen haszna nem származott a változásokból.
1895-ben olyasmi történt, ami miatt összeomlott a japánok frissen megszerzett hatalma Korea felett. A kínai–japán háborút lezáró simonoszeki béke nem tetszett az Orosz Birodalomnak, akik Franciaországhoz és Németországhoz fordultak. A három állam közösen követelte Japántól, hogy mondjon le a Liaotung-félszigetről. Japán kénytelen volt teljesíteni a követeléseket, amit Korea úgy vett, hogy a japánok meggyengültek. Újra fellángoltak a japánellenes érzelmek az országban, a kabinet tagjait oroszbarátokra cserélték. Miura Goró, aki Inouét váltotta, megnyerte magának a nagyherceget, aki ugyan nem volt japánbarát, de gyűlölte az oroszokhoz húzó Min királynét. A japánok 1895. október 8-án meggyilkolták a királynét és még néhány embert a palotából, miközben a királyt és a trónörököst fogva tartották. A királyné meggyilkolása miatt még inkább fellángoló japánellenes hangulatot nem lehetett kordában tartani, és a Kabo (Gabo)-reformok véget értek.

### A Koreai Császárság

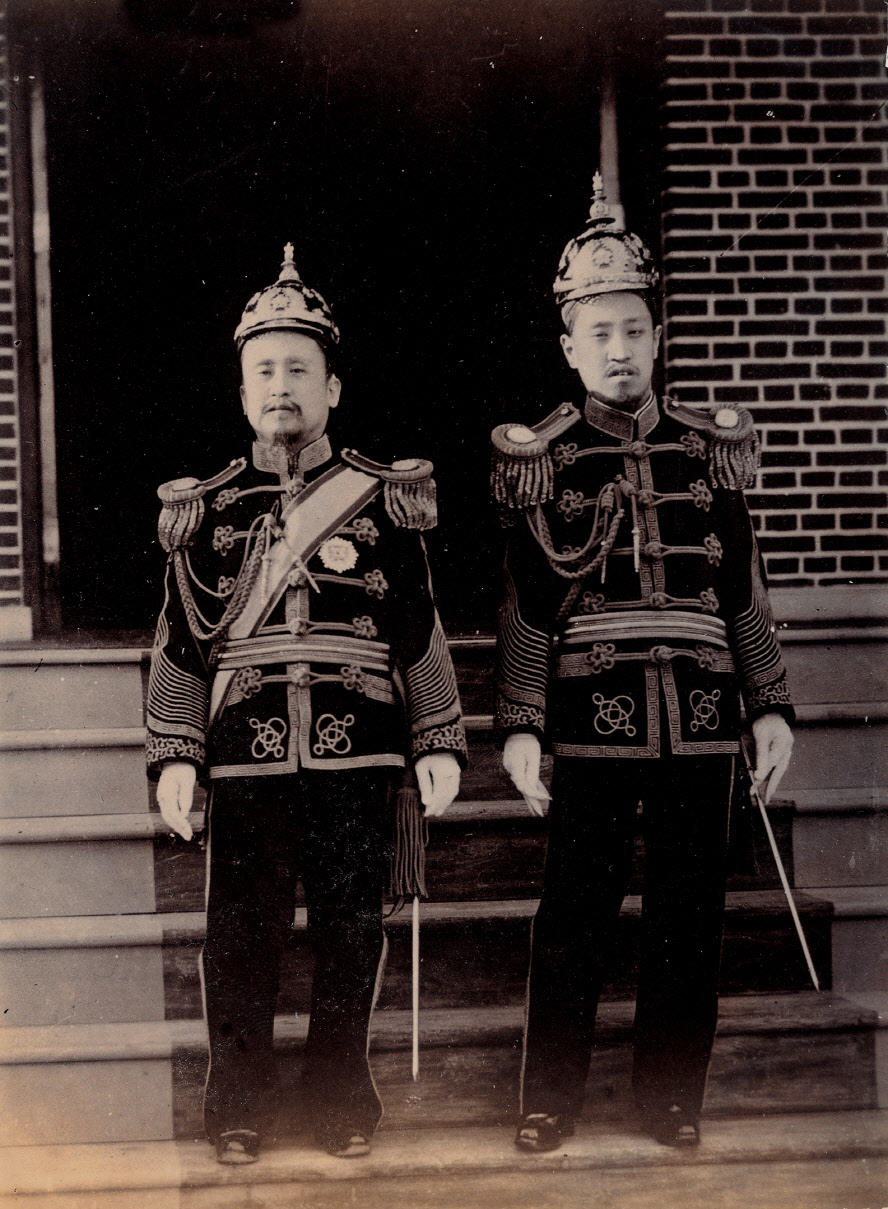
Kodzsong (Gojong) császár és a trónörökös

1895 és 1905 között Oroszország és Japán felváltva versengett Korea uralásáért. A királyné meggyilkolását és a Kabo (Gabo)-reformok végét követően Kodzsong (Gojong) megpróbált kibújni a japán uralom alól, és a trónörökössel egyetemben 1896 februárjában álruhában az orosz követségen keresett menedéket, ahonnan egy évig uralkodott. A király több gazdasági-kereskedelmi engedményt is tett az oroszoknak és más nyugatiaknak, amelyekkel magára haragította a japánokat. Mire a király 1897 februárjában visszatért a palotába, az orosz befolyás már jelentős volt, még palotaőröket is alkalmaztak közülük. Kodzsong (Gojong) császárrá koronázta magát és az országot átnevezte Koreai Császársággá (대한제국, Tehan Cseguk (Daehan Jeguk)). Felvette a Kvangmu (광무, Gwangmu) uralkodói nevet, melyről azok a reformok kapták a nevüket, amelyeket császárként hajtott végre Korea modernizálása érdekében.
A melegvízi kikötőre áhítozó oroszoknak ugyanúgy imperialista szándékaik voltak Ázsiában, mint a briteknek vagy a japánoknak. A gyengülő Kínával több egyezményt is aláírtak, amivel megszerezték Port Arthurt és Talien (Dalian)t. A bokszerlázadáskor csapatokat küldtek Mandzsúriába, melyeket a lázadás leverése után nem vontak ki, ezzel gyakorlatilag kiprovokáltak egy egyezményt a britek és a japánok között. Az oroszok nem voltak hajlandóak feladni érdekeltségeiket Koreában, ezért Japán katonai lépéseket tett. Kitört az orosz–japán háború, melyben Japán győzedelmeskedett. 1905-ben Japán katonai demonstrációjának köszönhetően Szöulban a kormánnyal aláíratták a protektorátusi egyezményt, amit azonban a császár nem írt alá. 1907-ben a japánok nyomására Kodzsong (Gojong) lemondott, fiát, Szundzsongot (Sunjongot) ültették a trónra. Nem sokáig uralkodhatott, 1910-ben a japánok annexálták a Koreai Császárságot, és az I (Yi)-dinasztia ötszáz éves uralma véget ért a Koreai-félszigeten.

## Uralkodók
| #         | Portré | Uralkodó    | Uralkodási évek | Hangul | Handzsa |
| 1.        |        | Thedzso     | 1392–1398       | 태조   | 太祖    |
| 2.        |        | Csongdzsong | 1398–1400       | 정종   | 定宗    |
| 3.        |        | Thedzsong   | 1400–1418       | 태종   | 太宗    |
| 4.        |        | Szedzsong   | 1418–1450       | 세종   | 世宗    |
| 5.        |        | Mundzsong   | 1450–1452       | 문종   | 文宗    |
| 6.        |        | Tandzsong   | 1452–1455       | 단종   | 端宗    |
| 7.        |        | Szedzso     | 1455–1468       | 세조   | 世祖    |
| 8.        |        | Jedzsong    | 1468–1469       | 예종   | 睿宗    |
| 9.        |        | Szongdzsong | 1469–1494       | 성종   | 成宗    |
| 10.       |        | Jonszangun  | 1494–1506       | 연산군 | 燕山君  |
| 11.       |        | Csungdzsong | 1506–1544       | 중종   | 中宗    |
| 12.       |        | Indzsong    | 1544–1545       | 인종   | 仁宗    |
| 13.       |        | Mjongdzsong | 1545–1567       | 명종   | 明宗    |
| 14.       |        | Szondzso    | 1567–1608       | 선조   | 宣祖    |
| 15.       |        | Kvanghegun  | 1608–1623       | 광해군 | 光海君  |
| 16.       |        | Indzso      | 1623–1649       | 인조   | 仁祖    |
| 17.       |        | Hjodzsong   | 1649–1659       | 효종   | 孝宗    |
| 18.       |        | Hjondzsong  | 1659–1674       | 현종   | 顯宗    |
| 19.       |        | Szukcsong   | 1674–1720       | 숙종   | 肅宗    |
| 20.       |        | Kjongdzsong | 1720–1724       | 경종   | 景宗    |
| 21.       |        | Jongdzso    | 1724–1776       | 영조   | 英祖    |
| 22.       |        | Csongdzso   | 1776–1800       | 정조   | 正祖    |
| 23.       |        | Szundzso    | 1800–1834       | 순조   | 純祖    |
| 24.       |        | Hondzsong   | 1834–1849       | 헌종   | 憲宗    |
| 25.       |        | Csholdzsong | 1849–1863       | 철종   | 哲宗    |
| 26.       |        | Kodzsong    | 1863–1897       | 고종   | 高宗    |
| Források: |        |             |                 |        |         |

## Ajánlott irodalom
- Deuchler, Martina. Confucian Gentlemen and Barbarian Envoys: The Opening of Korea; 1875-1885. University of Washington Press (1983)
- Larsen, Kirk W.. Tradition, Treaties, and Trade: Qing Imperialism and Chosǒn Korea, 1850–1910. Cambridge, MA: Harvard University Asia Center (2008). ISBN 978-0-674-02807-4
- Lee Ki-baik. A New History of Korea. Harvard University Press (1984)
- Pratt, Keith. Everlasting Flower: A History of Korea. Reaktion Books (2007). ISBN 9781861893352
- The Annals of the Joseon Dynasty (koreai nyelven). National Institute of Korean History. (Hozzáférés: 2014. december 31.)